# Friedrich Dahl
Pour les articles homonymes, voir Dahl.
Karl Friedrich Theodor Dahl est un zoologiste allemand né le 24 juin 1856 à Rosenhofer Brök dans le duché de Holstein et mort le 29 juin 1929 à Greifswald.

## Biographie
Né dans une famille d’agriculteurs, Friedrich Dahl fait ses études dans les universités de Leipzig, de Fribourg, de Berlin et de Kiel. Il devient, en 1887, Privatdozent et fait deux voyages dans la Baltique et dans l’Archipel Bismarck.
Il a étudié tous les groupes zoologiques avec une prédilection pour les araignées. Il s’intéresse particulièrement à la biogéographie. Le 19 juin 1899, il épouse Maria Grosset (1872-1972) qui travaille à l’Institut de zoologie de Kiel et qui a également fait paraître plusieurs travaux sur les araignées. On doit à Friedrich Dahl l’invention du mot biotope.

## Publications
- Dahl, 1883 : Analytische Bearbeitung der Spinnen Norddeutschlands mit einer anatomisch-biologischen Einleitung. Schriften des Naturwissenschaftlichen Vereins für Schleswig-Holstein, vol. 5, p. 13-88.
- Dahl, 1886 : Monographie der Erigone-Arten im Thorell' schen. Sinne, nebst anderen Beiträgen zur Spinnenfauna SchleswigHolsteins. Schriften des Naturwissenschaftlichen Vereins für Schleswig-Holstein, vol. 6, p. 65-102.
- Dahl, 1901 : Über den Wert des Cribellums und Calamistrums für das System der Spinnen und eine Uebersicht der Zoropsiden. Sitzungsberichte der Gesellschaft Naturforschender Freunde zu Berlin, vol. 1901, p. 177-199.
- Dahl, 1901 : Nachtrag zur Uebersicht der Zoropsiden. Sitzungsberichte der Gesellschaft Naturforschender Freunde zu Berlin, vol. 1901, p. 244-255.
- Dahl, 1901 : Über die Seltenheit gewisser Spinnenarten. Sitzungsberichte der Gesellschaft Naturforschender Freunde zu Berlin, vol. 1901, p. 257-266.
- Dahl, 1902 : Über algebrochene Copulationsorgane männlicher Spinnen im Körper der Weibchen. Sitzungsberichte der Gesellschaft Naturforschender Freunde zu Berlin, vol. 1902, p. 36-45.
- Dahl, 1902 : Über Stufenfänge echter Spinnen im Riesengebirge. Sitzungsberichte der Gesellschaft Naturforschender Freunde zu Berlin, vol. 1902, p. 185-203.
- Dahl, 1903 : Berichtigungen zu seinem Vortrag über Stufenfänge echter Spinnen am Riesengebirge. Sitzungsberichte der Gesellschaft Naturforschender Freunde zu Berlin, vol. 1903, p. 183-184.
- Dahl, 1904 : Üeber das System der Spinnen (Araneae). Sitzungsberichte der Gesellschaft Naturforschender Freunde zu Berlin, vol. 1904, p. 85-120.
- Dahl, 1906 : Symbiose, Kommensualismus und Parasitismus. Naturw. Wochenschr., vol. 5, p. 734-735.
- Dahl, 1906 : Die gestreckte Körperform bei Spinnen und das System der Araneen. Zoologischer Anzeiger, vol. 31, p. 60-64.
- Dahl, 1907 : Synaema marlothi, eine neue Laterigraden-Art und ihre Stellung in System. Mitteilungen aus dem Zoologischen Museum in Berlin, vol. 3, p. 369-395.
- Dahl, 1907 : Ameisenähnliche Spinnen. Naturwissenschaftliche Wochenschrift (N.F.) vol. 6, n. 48, p. 767-768.
- Dahl, 1908 : Die Lycosiden oder Wolfsspinnen Deutschlands und ihre Stellung im Haushalt der Natur. Nach statistichen Untersuchungen dargestellt. Nova Acta Academiae Caesarae Leopoldino-Carolinae Germanicae Naturae Curiosorum, vol. 88, p. 175-678.
- Dahl, 1909 : Araneae, Spinnen. Die Süsswasserfauna Deutschlands. Jena, vol. 12, p. 1-12.
- Dahl, 1912 : Seidenspinne und Spinneseide. Mitteilungen aus dem Zoologischen Museum in Berlin, vol. 6, p. 1-90.
- Dahl, 1912 : Araneae Über die Fauna des Plagefenn-Gebietes. Das Plagefenn bei Choren, Berlin, p. 575-622.
- Dahl, 1913 : Vergleichende Physiologie und Morphologie der Spinnentiere unter besonderer Berucksichtigung der Lebensweise. 1. Die Beziehungen des Körperbaues und der Farben zur Umgebung. Jena, p. 1-113.
- Dahl, 1914 : Die Gasteracanthen des Berliner Zoologischen Museums und deren geographische Verbreitung. Mitteilungen aus dem Zoologischen Museum in Berlin, vol. 7, p. 235-301.
- Dahl, F. & Dahl, M. 1927 : Spinnentiere oder Arachnoidea. Lycosidae s. lat. (Wolfspinnen im weiteren Sinne). Die Tierwelt Deutschlands. Jena, vol. 5, p. 1-80.

## Sources
- Pierre Bonnet (1945). Bibliographia araneorum, Les frères Doularoude (Toulouse)